# 南韋斯利教堂 (佛羅里達州)
南韋斯利教堂（英語：Wesley Chapel South）是位於美國佛羅里達州帕斯科縣的一個非建制地區。

## 地理
南韋斯利教堂的座標為28°14′31″N 82°19′29″W / 28.24194°N 82.32472°W，而該地最高點為海拔高度28米（即92英尺）。